# Морріс Стефанів
Морріс Стефанів (англ. Morris Stefaniw, нар. 10 січня 1948, Норт-Бетлфорд) — канадський хокеїст, що грав на позиції центрального нападника.

## Ігрова кар'єра
Хокейну кар'єру розпочав 1964 року.
Усю професійну клубну ігрову кар'єру, що тривала 13 років, провів, захищаючи кольори команди «Атланта Флеймс». Свою єдину шайбу в НХЛ закинув в матчі проти Нью-Йорк Айлендерс на «Нассау-Ветеранс-Меморіал-колісіум» 7 жовтня 1972.

## Статистика
| Сезон        | Клуб                     | Ліга         | Регулярний сезон    | Регулярний сезон    | Регулярний сезон    | Регулярний сезон    | Регулярний сезон    | Плей-оф             | Плей-оф             | Плей-оф             | Плей-оф             | Плей-оф             |
| Сезон        | Клуб                     | Ліга         | І                   | Г                   | П                   | О                   | ШХ                  | І                   | Г                   | П                   | О                   | ШХ                  |
| ------------ | ------------------------ | ------------ | ------------------- | ------------------- | ------------------- | ------------------- | ------------------- | ------------------- | ------------------- | ------------------- | ------------------- | ------------------- |
| 1964–65      | «Естеван Брюїнз»         | СМХЛ         | 54                  | 52                  | 44                  | 96                  | 0                   |                     |                     |                     |                     |                     |
| 1965–66      | «Естеван Брюїнз»         | СМХЛ         | Статистика відсутня | Статистика відсутня | Статистика відсутня | Статистика відсутня | Статистика відсутня | Статистика відсутня | Статистика відсутня | Статистика відсутня | Статистика відсутня | Статистика відсутня |
| 1966–67      | «Естеван Брюїнз»         | СМХЛ         | 55                  | 36                  | 58                  | 94                  | 44                  |                     |                     |                     |                     |                     |
| 1967–68      | «Оклахома Сіті Блейзерс» | ЦПХЛ         | 37                  | 11                  | 15                  | 26                  | 11                  | --                  | --                  | --                  | --                  | --                  |
| 1967–68      | «Фінікс Роадраннерс»     | ЗХЛ          | 17                  | 8                   | 0                   | 8                   | 2                   | 4                   | 0                   | 0                   | 0                   | 2                   |
| 1968–69      | «Фінікс Роадраннерс»     | ЗХЛ          | 68                  | 12                  | 15                  | 27                  | 50                  | --                  | --                  | --                  | --                  | --                  |
| 1969–70      | «Фінікс Роадраннерс»     | ЗХЛ          | 72                  | 7                   | 22                  | 29                  | 33                  | --                  | --                  | --                  | --                  | --                  |
| 1970–71      | «Омаха Найтс»            | ЦПХЛ         | 70                  | 19                  | 41                  | 60                  | 98                  | 11                  | 7                   | 9                   | 16                  | 6                   |
| 1971–72      | «Провіденс Редс»         | АХЛ          | 70                  | 11                  | 20                  | 31                  | 16                  | 5                   | 3                   | 3                   | 6                   | 12                  |
| 1972–73      | «Нова Шотландія Вояжерс» | АХЛ          | 64                  | 30                  | 71                  | 101                 | 80                  | 13                  | 8                   | 17                  | 25                  | 12                  |
| 1972–73      | «Атланта Флеймс»         | НХЛ          | 13                  | 1                   | 1                   | 2                   | 2                   | --                  | --                  | --                  | --                  | --                  |
| 1973–74      | «Нова Шотландія Вояжерс» | АХЛ          | 27                  | 3                   | 12                  | 15                  | 42                  | --                  | --                  | --                  | --                  | --                  |
| 1973–74      | «Альбукерке Сікс-Ганз»   | ЦПХЛ         | 41                  | 7                   | 22                  | 29                  | 24                  | --                  | --                  | --                  | --                  | --                  |
| 1974–75      | «Балтимор Кліпперс»      | АХЛ          | 46                  | 11                  | 18                  | 29                  | 50                  | --                  | --                  | --                  | --                  | --                  |
| 1974–75      | «Джонстаун Джетс»        | ПАХЛ         | 17                  | 1                   | 5                   | 6                   | 6                   | --                  | --                  | --                  | --                  | --                  |
| 1975–76      | «Балтимор Кліпперс»      | АХЛ          | 76                  | 7                   | 39                  | 46                  | 48                  | --                  | --                  | --                  | --                  | --                  |
| Усього в НХЛ | Усього в НХЛ             | Усього в НХЛ | 13                  | 1                   | 1                   | 2                   | 2                   |                     |                     |                     |                     |                     |